# Pedersöre tingshus

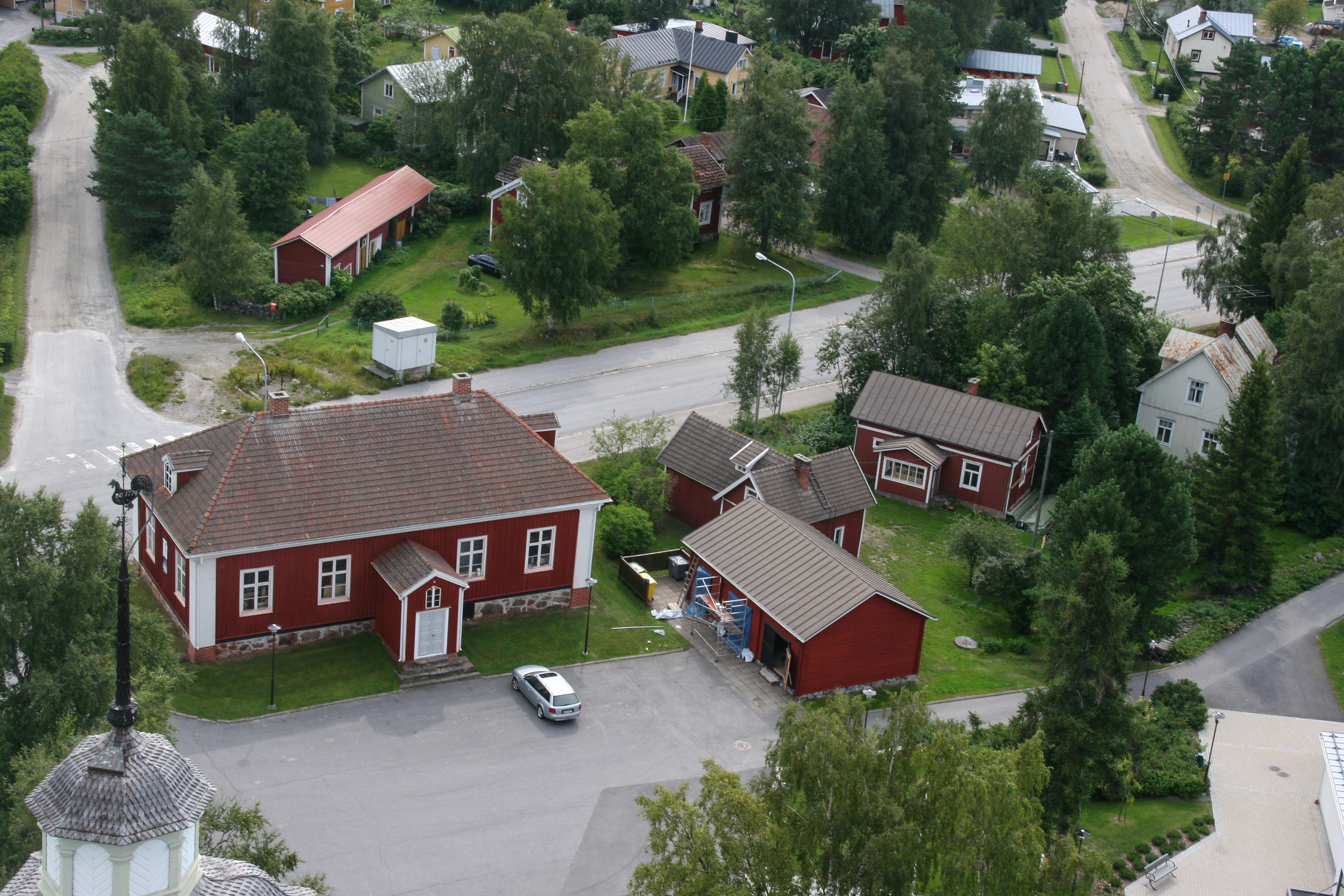
Pedersöre tingshus

Pedersöre tingshus togs i bruk 1787, och det är det enda tingshuset på sin ursprungliga plats i Finland. Domstolsförhandlingar hölls i tingshuset fram till 1967. 
Byggnaden har en karolinsk stil, som inkluderar en sal i mitten av huset. Den fungerade som tingssal. Utanför salen finns en tambur som är lika bred som salen. I huset finns ändkamrar och ett kök. Den nordvästra kammaren fungerade som länsmannens rum och den nordöstra kammaren som kommunkansli för Pedersöre kommun. De stänkmålade stockväggarna har senare försetts med bröstpanel och de övre väggarna har tapetserats. Taken är vitlimmade. Det planerade säteritaket förverkligades inte. I tamburen fanns väggfasta bänkar. Farstukvisten framför huvudentrén byggdes senare. 
Huset ägs av Pedersörenejdens kyrkliga samfällighet som bevarat byggnaden och inredningen. För att ansvara för  tingshuset historia grundades en förening som heter Föreningen Pedersöre tingshusmuseum rf 2014.